# Super Scope
Le Super Scope (ou Nintendo Scope en Europe et en Australie) est un accessoire pour la Super Nintendo. Il s'agit d'un pistolet optique ayant la forme d'une sorte de lance-roquette. Il utilise 6 piles de type AA pour une durée d'utilisation de 4 heures. Il fait suite au pistolet NES Zapper de la Nintendo Entertainment System.

## Jeux compatibles

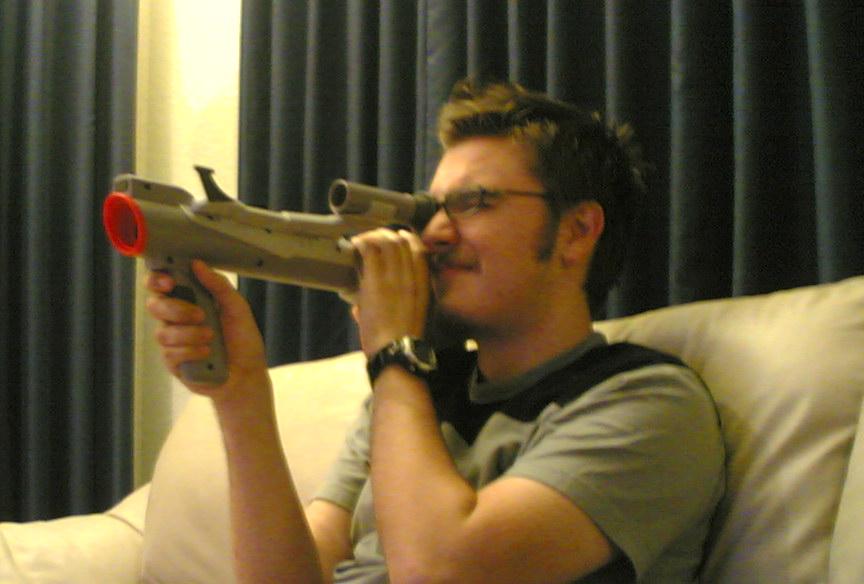
Utilisation du Super Scope.

Peu de jeux étaient compatibles avec cet accessoire :
- Battle Clash ;
- Bazooka Blitzkrieg ;
- The Hunt for Red October (il est utilisé pour les mini-jeux) ;
- Lamborghini American Challenge ;
- Lemmings 2: The Tribes ;
- Metal Combat: Falcon's Revenge ;
- Operation Thunderbolt ;
- Nintendo Scope 6 (fournis avec l'accessoire) ;
- T2: The Arcade Game ;
- Tin Star ;
- X-Zone ;
- Yoshi's Safari.

On peut le revoir dans Super Smash Bros. Melee, Super Smash Bros. Brawl et dans Super Smash Bros. for Nintendo 3DS / for Wii U comme objet.